# 富山県道218号館本郷添島線
富山県道218号館本郷添島線（とやまけんどう218ごう たちほんごうそえじません）は富山県富山市内を通る一般県道である。

## 概要

### 路線データ
- 起点：富山県富山市八尾町館本郷（国道472号交点）
- 終点：富山県富山市婦中町添島字大野（富山県道7号富山八尾線交点）
- 実延長：5,827m

## 沿革
- 1960年（昭和35年）4月23日 - 認定[1]

## 地理

### 通過する自治体
- 富山県
  - 富山市

### 接続する道路
- 国道472号（起点：富山市八尾町館本郷）
- 富山県道134号奥田杉田線（富山市八尾町田中）
- 富山中部広域農道（上井沢交差点）
- 富山県道219号杉田高日附線（富山市婦中町上井沢 - 富山市婦中町余川で重複）
- 富山県道68号富山外郭環状線・富山県道200号井栗谷婦中線（中名交差点）
- 富山県道7号富山八尾線（終点：富山市婦中町添島字大野）

### 周辺
- 富山空港
- 富山市立保内小学校
- アイシン新和 婦中工場（アイシン高丘関連会社）
- 井田川
- 神通川